# MC Mong
MC Mong (MC 몽; * 4. September 1979 als Sin Dong-hyeon) ist ein südkoreanischer K-Pop-Sänger und Schauspieler.

## Diskografie

### Studioalben
- 2004: 180°
- 2005: His Story
- 2006: The Way I Am
- 2008: Show’s Just Begun
- 2009: Humanimal
- 2014: Miss Me or Diss Me
- 2016: U.F.O. (Utter Force On)
- 2019: Channel 8
- 2021: Flower 9

### EPs
- 2015: Song For You

## Filmografie
- 2003–2004: Non-Stop 4
- 2005: Sad Love Song
- 2006: Banjun Dramas
- 2006: Bar Legend - Gangfight
- 2007: The Great Catsby